# Garden (Bluem of Youthの曲)
『Garden』（ガーデン）は、Bluem of Youthの6枚目のシングル。

## 解説
- 1998年3月21日にエピックレコードジャパンよりリリースされた。

## 収録曲
1. Garden
作詞：別所悠二　作曲：松ヶ下宏之　編曲：今井裕・松ヶ下宏之
2. 君と僕と約束
作詞・作曲・編曲：松ヶ下宏之
3. Garden (Instrumental)